# Djôrô
Le Djôrô est une des 17 régions administratives du Burkina Faso.

## Histoire
La région du Sud-Ouest est administrativement créée le 2 juillet 2001, en même temps que 12 autres.
Le 2 juillet 2025, à la suite d'un redécoupage administratif décidé en conseil des ministres, la région est renommée Djôrô.

## Situation
La région est limitrophe de quatre régions burkinabés, frontalière du Ghana à l'est et de la Côte d'Ivoire au sud.
| Hauts-Bassins | Hauts-Bassins | Boucle du Mouhoun, Centre-Ouest |
| Cascades      | Djôrô         | Haut Ghana occidental           |
|               | Zanzan        | Savanes                         |

## Provinces
La région du Djôrô comprend 4 provinces :
- le Bougouriba,
- l'Ioba,
- le Noumbiel (province la plus méridionale du pays),
- le Poni.

## Démographie
Population :
- 509 994 habitants en 2002.
- 729 362 habitants en 2012.

## Administration
Le chef-lieu de la région est établi à Gaoua.
Depuis 2011, la région est dirigée par le gouverneur Kadidia Zampalégré/Sanogo.